# Yamadazyma triangularis
Yamadazyma triangularis är en svampart som först beskrevs av M.T. Sm. & Bat. Vegte, och fick sitt nu gällande namn av Kurtzman & M. Suzuki 20 10. Yamadazyma triangularis ingår i släktet Yamadazyma och familjen Pichiaceae.   Inga underarter finns listade i Catalogue of Life.